# Bežigrad

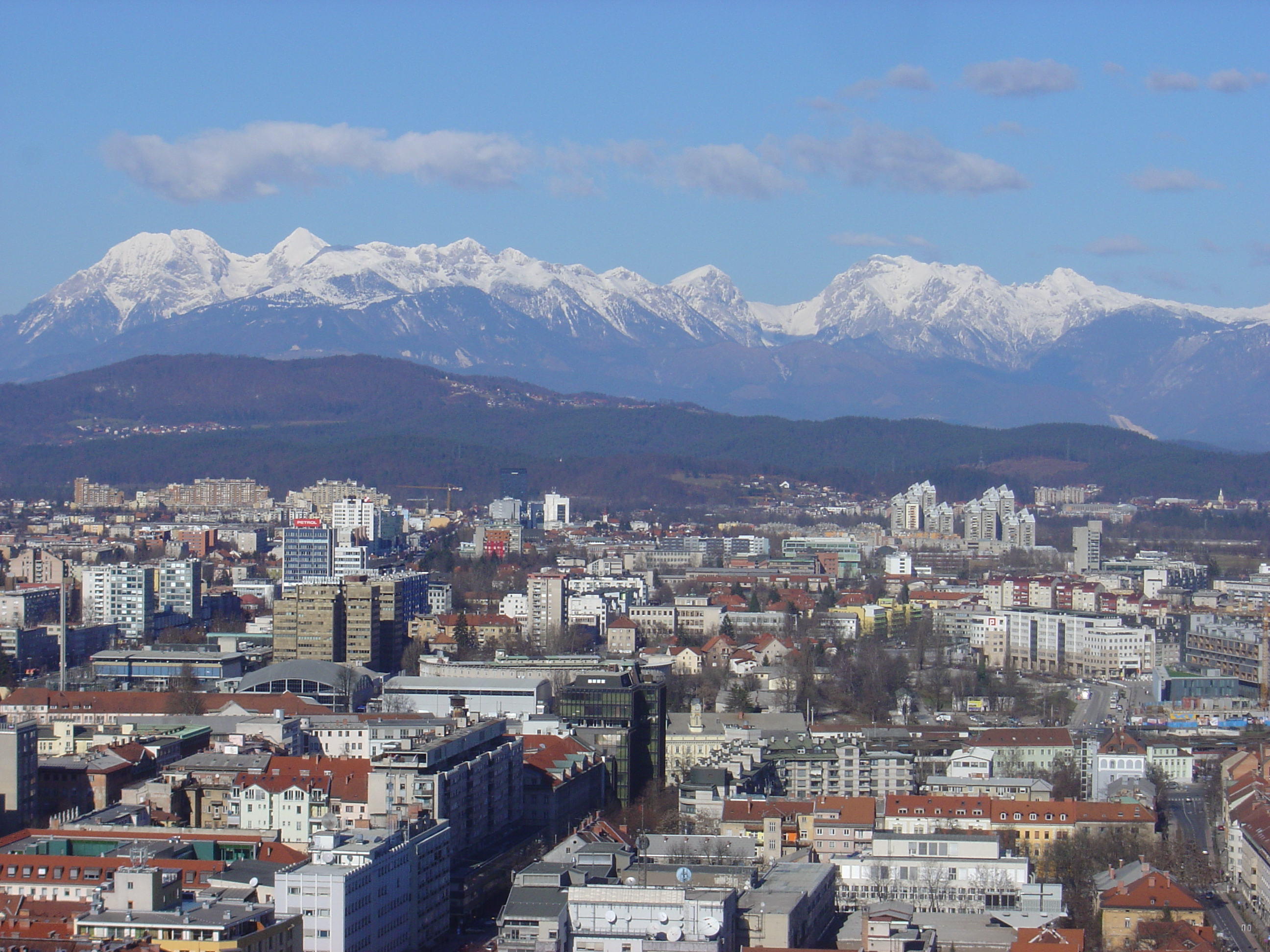
Bežigrad

Bežigrad ist der Name des Stadtbezirks 1 der slowenischen Hauptstadt Ljubljana. 
Der Stadtbezirk umfasst das Gebiet zwischen der Südbahn im Süden, der Gorenje- oder Kamnikbahn im Westen, dem Stadtring im Norden und der Šmartinska cesta und dem Žale-Friedhof im Osten. Er erstreckt sich auf beiden Seiten der Dunajska cesta (Wiener Straße), die ihre zentrale Achse und Hauptverkehrsader ist. Dazu gehören unter anderem die kleineren Wohngebiete wie (Alt-)Bežigrad, Brinje, Nove Stožice/BS3 und Savsko naselje (Save-Siedlung), sowie die ehemaligen Save-Dörfer Tomačevo und (Alt-)Jarše.
Der Bezirk grenzt an die Stadtbezirke Posavje und Črnuče im Norden, Šmarna gora im Norden, Jarše im Osten, Center im Süden, Šiška im Westen. Das Quartier ist überwiegend Wohngebiet. Entlang der Wiener Straße sind abschnittsweise Geschäfts- und Einkaufsmöglichkeiten dicht gedrängt. Im nordwestlichen Teil liegt ein kleines Industriegebiet. Die Bebauung ist überwiegend niedrig (bis 5 Stockwerke), es überwiegen Ein- und Reihenhäuser. Größere Siedlungen von Wohnblöcken konzentrieren sich am östlichen Rand (Nove Stožice/BS3 und Savsko naselje). Bežigrad ist eine der grünsten Gegenden von Ljubljana, mit mehreren Fakultäten der Universität.

## Ortsteile und Sehenswürdigkeiten
Zu den wichtigsten kulturellen Einrichtungen und Sehenswürdigkeiten des Stadtbezirks gehören das Plečnik-Zentralstadion, das Gymnasium, der Navje-Gedächtnispark, der Zentralfriedhof Žale und das Wirtschaftsausstellungszentrum. Im Bereich des älteren Teils von Bežigrad gibt es zahlreiche prächtige Villen aus der Zwischenkriegszeit. Besonders hervorzuheben ist die Hranilniška-Straße: die in den achtziger Jahren des 19. Jahrhunderts angelegte Straße ist die älteste in Bežigrad.